# ホアキン・ピケレス
ホアキン・ピケレス・モレイラ（Joaquín Piquerez Moreira、1998年8月24日 - ）は、ウルグアイのサッカー選手。ウルグアイ代表。カンピオナート・ブラジレイロ・セリエA・SEパルメイラス所属。ポジションはDF。

## クラブ歴
デフェンソール・スポルティングの下部組織出身でトップチームに昇格した。その後、リーベル・プレート・モンテビデオ、CAペニャロールに在籍した。
2021年7月31日にカンピオナート・ブラジレイロ・セリエAのSEパルメイラスに2025年末までの契約で完全移籍した。

## 代表歴
年代別代表としては2015 南米U-17選手権、2019年パンアメリカン競技大会、2020年東京オリンピックのサッカー競技・南米予選に出場した。
2021年5月28日に2022 FIFAワールドカップ・南米予選のメンバーに選出されたが、負傷のためにその翌日にカミーロ・カンディドに取って代わられた。同年9月2日にペルー代表戦でA代表初出場を記録した。